# Taça da Liga 2016-2017
La Taça da Liga 2016–2017 è stata la 10ª edizione del torneo. La competizione è iniziata il 30 luglio 2016 ed è terminata il 29 gennaio 2017. Il Moreirense è il vincitore del trofeo. Si tratta del primo trofeo maggiore vinto dalla squadra di Moreira de Cónegos.

## Primo turno
| Squadra 1       | Risultato       | Squadra 2     |
| --------------- | --------------- | ------------- |
| Gil Vicente     | 0 – 0 (5–4 dcr) | Académica     |
| Portimonense    | 0 – 1           | Santa Clara   |
| Fafe            | 0 – 1           | Vizela        |
| Olhanense       | 1 – 2           | Varzim        |
| Cova da Piedade | 1 – 1 (4–3 dcr) | Leixões       |
| Famalicão       | 0 – 3           | Penafiel      |
| Desp. Aves      | 1 – 1 (4–5 dcr) | Covilhã       |
| Freamunde       | 0 – 1           | União Madeira |

## Secondo turno
| Squadra 1       | Risultato       | Squadra 2          |
| --------------- | --------------- | ------------------ |
| Arouca          | 2 – 1           | Cova da Piedade    |
| Moreirense      | 1 – 0           | Estoril Praia      |
| Paços Ferreira  | 4 – 0           | Nacional           |
| Feirense        | 3 – 0           | Tondela            |
| Boavista        | 0 – 1           | Belenenses         |
| Rio Ave         | 1 – 1 (3–1 dcr) | Chaves             |
| Marítimo        | 3 – 1           | União Madeira      |
| Varzim          | 2 – 0           | Académico de Viseu |
| Vizela          | 1 – 0           | Gil Vicente        |
| Vitória Setúbal | 2 – 0           | Santa Clara        |
| Penafiel        | 1 – 1 (2–4 dcr) | Covilhã            |

## Terzo turno

### Girone A
| Squadra          | P.ti | G | V | P | S | RF | RS | DR |
| ---------------- | ---- | - | - | - | - | -- | -- | -- |
| Vitória Setúbal  | 6    | 3 | 2 | 0 | 1 | 3  | 2  | +1 |
| Sporting Lisbona | 6    | 3 | 2 | 0 | 1 | 3  | 2  | +1 |
| Arouca           | 3    | 3 | 1 | 0 | 2 | 3  | 2  | +1 |
| Varzim           | 3    | 3 | 1 | 0 | 2 | 1  | 4  | -3 |

|                  | Aro   | SLi   | Var   | VSe   |
| Arouca           |       |       | 3 – 0 |       |
| Sporting Lisbona | 1 – 0 |       | 1 – 0 |       |
| Varzim           |       |       |       | 1 – 0 |
| Vitória Setúbal  | 1 – 0 | 2 – 1 |       |       |

### Girone B
| Squadra    | P.ti | G | V | P | S | RF | RS | DR |
| ---------- | ---- | - | - | - | - | -- | -- | -- |
| Moreirense | 7    | 3 | 2 | 1 | 0 | 6  | 4  | +1 |
| Belenenses | 3    | 3 | 0 | 3 | 0 | 5  | 5  | 0  |
| Feirense   | 2    | 3 | 0 | 2 | 1 | 4  | 5  | -1 |
| Porto      | 2    | 3 | 0 | 2 | 1 | 1  | 2  | -1 |

|            | Bel   | Fei   | Mor   | Por   |
| Belenenses |       | 2 – 2 |       |       |
| Feirense   |       |       | 1 – 2 |       |
| Moreirense | 3 – 3 |       |       | 1 – 0 |
| Porto      | 0 – 0 | 1 – 1 |       |       |

### Girone C
| Squadra  | P.ti | G | V | P | S | RF | RS | DR |
| -------- | ---- | - | - | - | - | -- | -- | -- |
| Braga    | 6    | 3 | 2 | 0 | 1 | 6  | 2  | +4 |
| Rio Ave  | 6    | 3 | 2 | 0 | 1 | 4  | 2  | +2 |
| Marítimo | 4    | 3 | 1 | 1 | 1 | 2  | 2  | 0  |
| Covilhã  | 1    | 3 | 0 | 1 | 2 | 1  | 7  | -6 |

|          | Bra   | Cov   | Mar   | Rio   |
| Braga    |       | 4 – 0 |       | 1 – 2 |
| Covilhã  |       |       | 1 – 1 |       |
| Marítimo | 0 – 1 |       |       | 1 – 0 |
| Rio Ave  |       | 2 – 0 |       |       |

### Girone D
| Squadra           | P.ti | G | V | P | S | RF | RS | DR |
| ----------------- | ---- | - | - | - | - | -- | -- | -- |
| Benfica           | 9    | 3 | 3 | 0 | 0 | 7  | 0  | +7 |
| Vitória Guimarães | 4    | 3 | 1 | 1 | 1 | 4  | 5  | -1 |
| Paços Ferreira    | 2    | 3 | 0 | 2 | 1 | 4  | 5  | -1 |
| Vizela            | 1    | 3 | 0 | 1 | 2 | 3  | 8  | -5 |

|                   | Ben   | PFe   | VGu   | Viz   |
| Benfica           | 1 – 0 |       |       | 4 – 0 |
| Paços Ferreira    |       |       |       | 2 – 2 |
| Vitória Guimarães | 0 – 2 | 2 – 2 |       |       |
| Vizela            |       |       | 1 – 2 |       |

## Semifinali
| Squadra 1       | Risultato | Squadra 2 |
| --------------- | --------- | --------- |
| Vitória Setúbal | 0 – 3     | Braga     |
| Moreirense      | 3 – 1     | Benfica   |

## Finale
| Arbitro: | Artur Soares Dias (Porto) |

|  |           |                   |
|  | Marcatori | 45+2’ (rig.) Cauê |

## Record
- Partite con più reti: Moreirense-Belenenses 3-3 (6)
- Partite con maggiore scarto di reti: 3 partite 4-0 (4)